# Fremtidsjob for kvinder
Fremtidsjob for kvinder er en dansk dokumentarfilm fra 1986 instrueret af Ove Nyholm.

## Handling
Dokumentarfilm om kvinder der har kastet sig ud i at arbejde i erhverv der traditionelt har været forbeholdt mænd. Den indeholder samtaler med kvinderne samt udtalelser fra arbejdspladsens mandlige kolleger og ledere. Til slut har journalisten Mette Fugl de implicerede i studiet til en afsluttende diskussion om kønsroller og arbejde.